# Alexandre Luigini
Alexandre Clément Léon Joseph Luigini (ur. 9 marca 1850 w Lyonie, zm. 29 lipca 1906 w Paryżu) – francuski kompozytor, dyrygent i skrzypek.

## Życiorys
Pochodził z rodziny włoskich muzyków osiadłych we Francji, jego ojciec Giovanni Luigini (1820–1890) był dyrygentem Théâtre-Italien w Paryżu. Ukończył studia w Konserwatorium Paryskim, gdzie jego nauczycielami byli Jules Massenet (kompozycja) i Lambert Massart (skrzypce). Od 1869 roku był koncertmistrzem, a od 1877 roku dyrygentem Grand Théâtre w Lyonie. Przez ponad 20 lat był organizatorem życia muzycznego w mieście, wykładowcą konserwatorium i organizatorem Concerts Bellecour. Od 1897 roku przebywał w Paryżu, gdzie był jednym z dyrygentów Opéra-Comique.
Skomponował m.in. opery Les caprices de Margot (wyst. Lyon 1877) i Faublas (wyst. Paryż 1881), balet Ballet égyptien (wyst. Lyon 1875), Romance symphonique na orkiestrę, 3 kwartety smyczkowe, liczne marsze orkiestrowe, utwory fortepianowe i pieśni solowe. Muzyka z Ballet égyptien została wykorzystana, za pozwoleniem twórcy, w II akcie Aidy Giuseppe Verdiego podczas wystawienia tej opery w Lyonie w 1885 roku.